# Élections générales espagnoles de 1907
Les élections générales espagnoles de 1907 sont les élections à Cortès tenues en Espagne le dimanche 21 avril 1907, au suffrage universel masculin. Leur convocation fait suite à la crise du gouvernement libéral provoquée par la démission d'Eugenio Montero Ríos en lien avec les conséquences  de l'assaut de militaires contre la revue catalaniste¡Cu-Cut! à Barcelone en 1905. Il s'agit des 12es élections sous l’égide de la Constitution de 1876, les 13es de la Restauration.
Comme lors de toutes les élections de la Restauration, elles donnent la majorité au parti nouvellement nommé au gouvernement, en l'occurrence le Parti conservateur, gouvernement présidé par Antonio Maura. Le résultat était en effet en grande partie déterminé à l'avance (« encasillado ») grâce à la fraude électorale systématique réalisée via le réseau de caciques déployé sur tout le territoire. En effet, dans le régime politique de la Restauration, les gouvernements changeaient avant les élections et non après, comme c'est normalement le cas dans un régime parlementaire,,.

## Résultats au Congrès des députés
| ← Élections générales en Espagne, 21 avril 1907 → |             |           |                       |
| Jeu                                               | Pourcentage | Sièges    | Leader                |
| Parti conservateur                                | 60,0 %      | 242 / 404 | Antonio Maura         |
| Parti libéral                                     | 17.7 %      | 73 / 404  | Segismundo Moret      |
| Solidarité catalane                               | 6.9 %       | 41 / 404  | Enric Prat de la Riba |
| Union républicaine                                | 3.2 %       | 16 / 404  | Nicolás Salmerón      |
| Démocrates monarchistes (scission libérale)       | 2.6 %       | 9 / 404   | José Canalejas        |
| Communion traditionaliste (jaïmistes)             | 1.4 %       | 8 / 404   | Matías Barrio y Mier  |
| Catholiques indépendants                          |             | 3 / 404   | Fernando María Ybarra |
| Parti d'union républicaine autonomiste            | 1.1 %       | 2 / 404   | Vicente Blasco Ibáñez |
| Parti intégriste                                  | 1.1 %       | 2 / 404   | Juan de Olazábal      |
| républicains indépendants                         | 0,9 %       | 1 / 404   | Alejandro Lerroux     |
| indépendant                                       |             | 3 / 404   |                       |
| TOTAL                                             |             | 404       |                       |